# Свинорийка (притока Жирака)
Свинорийка — річка в Україні, в межах Кременецького району Тернопільської області. Права притока річки Жирак (басейн Прип'яті). 
Довжина — 13 км. 
Бере початок із джерел у с. Верещаки, протікає на північний схід через Вишгородок, Соколівку та Жуківці. Впадає в річку Жирак у с. Бережанка. 